# ギレ
ギレ(Gillet)は、1992年に設立されたベルギーの自動車メーカーである。少量生産のハンドメイドスポーツカー「ヴェルティゴ」を生産している。

## 概要
創業者のトニー・ギレは、1979年と1980年にベルギーのヒルクライム選手権で優勝し、ダカール・ラリーにも2度出場した経験を持つベルギーのレーシングドライバーである。1982年の現役引退以降は、オランダでスポーツカーを少量生産しているドンカーブートのベルギーにおける輸入元を務めるようになった。1990年1月には特別に改造を施したドンカーブートで0-100 km/h加速3.85秒を記録し、市販車における0-100 km/h加速の最速記録を更新した。

## ヴェルティゴ

### プロトタイプ
その後トニーは自製スポーツカーの開発に着手し、1991年にプロトタイプが完成、翌1992年1月の第71回ブリュッセル・モーターショーにおいて初公開された。「ヴェルティゴ(Vertigo)」という車名で発表されたこのモデルは、コスワース製の2.0 L 直列4気筒ターボエンジン（最高出力220 PS）をフロントに搭載し、6速MTを介して後輪を駆動するFRレイアウトのスポーツカーであった。
車名の「ヴェルティゴ」は英語でめまいを意味し、当時大学で映画の勉強をしていたトニーの娘がアルフレッド・ヒッチコックの同名の映画に着想を得てアイデアを提供したものとされている。
その後、最終的なデザインを決定するための試作車1台と、認証を受けるためにクラッシュテストやシートベルトのテストに供する量産車1台の計2台が製作された。

### 量産モデル

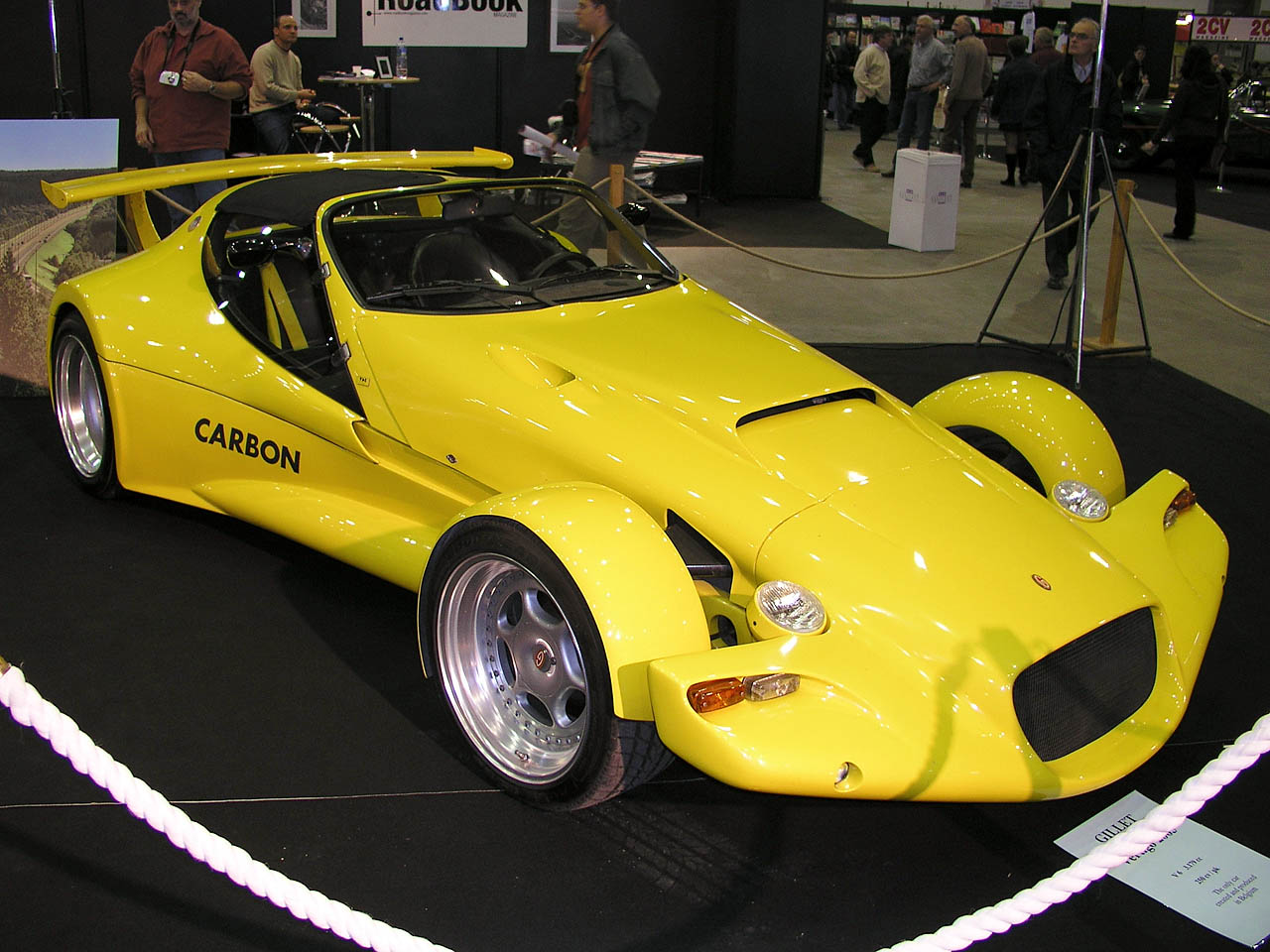
ヴェルティゴ Mk1（1994年）

ヴェルティゴの量産モデルは、1993年のパリモーターショーとジュネーヴ・モーターショーにおいて公開された。
エンジンはアルファロメオ・164と同型の3.0 L V型6気筒エンジンを搭載し、最高出力226 PS / 6,200 rpm・最大トルク28.1 kgm / 5,000 rpmを発生する。ボディはサイドウィンドウを高くし、リトラクタブル・ヘッドライトを採用するなどより曲線的になり、当初のデザイン画に近づけるための工夫が凝らされている。
量産モデルのシャシーは、CFRP（炭素繊維強化プラスチック）によるハニカムサンドイッチパネルで形成されたものである。これはフォーミュラ1譲りの技術で、安全性や剛性の向上に寄与しているほか、プロトタイプのシャシーと比較して58 kgの軽量化を達成、車重も750 kgと極めて軽量に抑えられている。
1994年には0-100km/h加速で3.2秒を記録し、市販車における0-100km/h加速の最速記録としてギネス世界記録に認定された。この記録は、2005年にブガッティ・ヴェイロンが2.5秒を記録するまで破られることはなかった。
2002年モデルでは、新たにアルファロメオ・156GTAに搭載される3.2 L V型6気筒エンジンを採用した。
ヴェルティゴの著名なオーナーとして、モナコ公国の公であるアルベール2世や、フランスの歌手・俳優であるジョニー・アリディが存在する。
また、1989年シーズンのテスト中にクラッシュして脊髄損傷を負った元F1レーシングドライバーのフィリップ・ストレイフ向けに、ジョイスティックで運転できるよう改造された特別仕様車も販売された。トランスミッションも通常モデルのMTに代えてATを搭載している。
ヴェルティゴは2012年現在、全世界で30台程度が存在している。

### ヴェルティゴ.5
2008年1月のブリュッセル・モーターショーで発表された「ヴェルティゴ.5」は、2007年のFIA GT選手権で使用されたレーシングカーの特徴を取り入れたモデルである。エンジンはアルファロメオ製のものをそのまま流用しているが、3.8 Lまでボアアップされている。スペックは最高出力350 PS、車重700 kgで、パワーウェイトレシオはスーパーカー並の2という数値を叩き出している。
2010年にはマセラティ製の4.2 L V型8気筒エンジンを搭載した「ヴェルティゴ.5 スピリット」に発展している。

## モータースポーツ

ヴェルティゴ・ストレイフ

フィリップ・ストレイフと共同で開発したヴェルティゴのレーシングカー仕様「ヴェルティゴ・ストレイフ」でモータースポーツにも取り組み、1999年から2008年までベルカーGT選手権及びFIA GT選手権において、ホモロゲーションを必要としないG2クラスから出走していた。
当初はアルファロメオ製の3.6 L V型6気筒エンジンを改良したユニットを搭載し、最高出力360 PSを発生していた。2006年には排気量を4.0 Lに拡大している。